# 南アメリカプレート

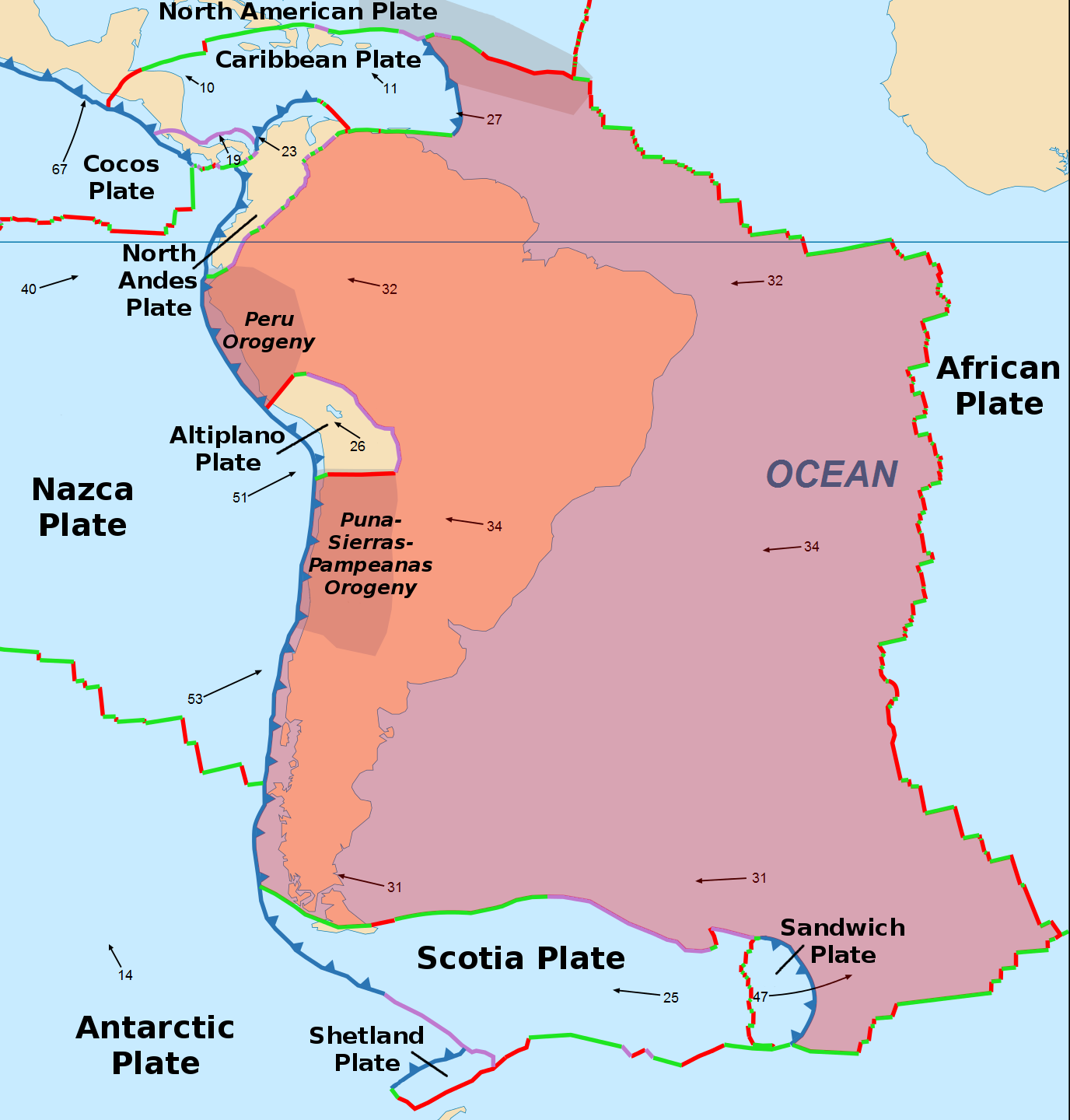
南アメリカプレート

紫色が南アメリカプレート

南アメリカプレート（みなみアメリカプレート、英: South American Plate）は、南アメリカ大陸とその東側にある大西洋の一部の地殻及びマントル上方のリソスフェアを形成する大陸プレートである。

## 歴史
ゴンドワナ大陸が分裂してできた西ゴンドワナ大陸が、白亜紀ごろになると、大西洋中央海嶺を境に南アメリカ大陸とアフリカ大陸に分裂してできた。また、同時に太平洋プレートが南アメリカ大陸の西側に沈み込むことで、南北に長いアンデス山脈が形成された。

## 周辺のプレートとの関係
コロンビアからチリにかけての太平洋岸はペルー・チリ海溝となっている。ここでは、ナスカプレートが南アメリカプレートに向かって東方向に沈み込んでいる。また、チリ南部付近ではナスカプレートと海嶺を隔てて接している南極プレートが沈み込んでいる。
また、フエゴ島の西でスコシアプレートと接している。フエゴ島南岸からはトランスフォーム断層、西経50度付近から東では衝突型境界（非海嶺型）に変わり、サウスサンドウィッチ諸島付近ではサウスサンドウィッチ海溝に変わる。サウスサンドウィッチ諸島から東は南極プレートと接しており、ここは南アメリカ南極海嶺と呼ばれている。
南アメリカ南極海嶺は本初子午線（0度）付近でブーベ三重点に達する。これより北側はアフリカプレートと接しており、大西洋中央海嶺をなしている。大西洋中央海嶺は北緯15度付近で南アメリカ・北アメリカ・アフリカプレートの三重点となり、それより西側は北アメリカプレートと接する部分になる。
リーワード諸島付近まで来るとそれより南は海溝となる。この海溝はトバゴ島付近まで続き、そこから東向きのトランスフォーム断層に変わる。カラカスの北で境界線は向きを北西に変え、オランダ領アンティルの北方沖からパナマ・コロンビア国境付近までは海嶺や沈み込み帯となっている。リーワード諸島からパナマ・コロンビア国境地帯まではカリブプレートとの境界である。